# Slepotice
Slepotice là một làng thuộc huyện Pardubice, vùng Pardubický, Cộng hòa Séc.